# 小林淳一
小林 淳一（こばやし じゅんいち、1973年3月12日 - ）は、栃木県出身の元騎手、競馬学校教官。愛称は「コバジュン」。
息子はJRA騎手の小林凌大、甥（姉の子）はJRA騎手の水沼元輝。

## 来歴
中学1年時に宇都宮にある育成牧場で乗馬を始め、競馬学校に2度目の受験で合格した。1992年3月に競馬学校第8期生、美浦・佐藤林次郎厩舎所属の騎手としてデビュー。同期には上村洋行、後藤浩輝らがいる。
1年目に20勝をマークし、これ以降概ね10勝から20勝台を維持。1997年には福島リーディング上位に食い込むなど頭角を現し始め、これと前後する時期に所属していた佐藤厩舎を離れフリーへと転身。
この後はトウカイポイント・イングランディーレ・ホットシークレットなどの実績馬への騎乗も集まるようになり、2001年にはフローラステークス・オイワケヒカリで重賞初勝利を果たすが、2003年頃より勝利数・騎乗数が緩やかに下降。人気馬に騎乗する機会も少なくなったが、実力を発揮するために荒れるレースがあった。2005年10月22日の東京第12競走において16頭中最低人気のゼンノエキスプレスで勝利し、3連単1846万9120円という当時のJRA史上最高配当が飛び出す大波乱の中心となった。2007年5月6日のNHKマイルカップでは18頭中最低人気のムラマサノヨートーで3着に入り、17番人気で勝利したピンクカメオと共に当時のJRA重賞最高配当となる3連単973万9870円の波乱劇を演出するなど、記録的高配当となったレースで馬券対象に名を連ねている。2008年には12年ぶりに勝利数が2桁を割り込むなど以降は勝利数1桁台と低迷が続き、2011年には僅か3勝という結果に終わる。
数年前にJRAより競馬学校教官への転身を打診されるも「もうしばらく騎手で頑張りたい」と一度は誘いを辞退した小林であったが、この年に再度オファーを受けたことや自己ワーストとなる3勝という成績に納得ができないことから引退を決意。2012年3月、ラストレースでは出遅れて最下位10着に終わり、通算7842戦299勝で引退。「最後に“ケツ”というのも僕らしい。あと1勝して300勝を達成したかったな」とコメントした。
引退後は競馬学校の教官へと転身し、2016年に息子の凌大が競馬学校に35期生として入学、のち騎手デビューした。

## 騎乗成績
|            | 日付           | 競馬場・開催  | 競走名         | 馬名               | 頭数 | 人気 | 着順 |
| ---------- | -------------- | ------------- | -------------- | ------------------ | ---- | ---- | ---- |
| 初騎乗     | 1992年3月1日   | 2回中山2日2R  | 4歳未勝利      | ブランドアップ     | 11頭 | 9    | 4着  |
| 初勝利     | 1992年3月21日  | 2回中山7日8R  | 5歳上500万下   | メジロフェンディー | 16頭 | 4    | 1着  |
| 重賞初騎乗 | 1992年10月25日 | 2回福島8日11R | カブトヤマ記念 | アサクサハポネス   | 15頭 | 14   | 6着  |
| 重賞初勝利 | 2001年4月22日  | 2回東京2日11R | フローラS      | オイワケヒカリ     | 16頭 | 5    | 1着  |
| GI初騎乗   | 2000年5月21日  | 3回東京2日11R | 優駿牝馬       | バイラリーナ       | 18頭 | 8    | 11着 |

| 年度   | 1着 | 2着 | 3着 | 騎乗数 | 勝率 | 連対率 | 複勝率 |
| ------ | --- | --- | --- | ------ | ---- | ------ | ------ |
| 1992年 | 20  | 13  | 20  | 271    | .074 | .122   | .196   |
| 1993年 | 25  | 18  | 30  | 405    | .062 | .106   | .180   |
| 1994年 | 9   | 16  | 17  | 226    | .040 | .111   | .186   |
| 1995年 | 17  | 10  | 16  | 257    | .066 | .105   | .167   |
| 1996年 | 8   | 10  | 13  | 298    | .027 | .060   | .104   |
| 1997年 | 14  | 21  | 22  | 340    | .041 | .103   | .168   |
| 1998年 | 12  | 17  | 18  | 330    | .036 | .088   | .142   |
| 1999年 | 29  | 33  | 27  | 509    | .057 | .122   | .175   |
| 2000年 | 23  | 33  | 44  | 528    | .044 | .106   | .189   |
| 2001年 | 22  | 28  | 32  | 546    | .040 | .092   | .150   |
| 2002年 | 23  | 23  | 30  | 527    | .044 | .087   | .144   |
| 2003年 | 20  | 32  | 21  | 496    | .040 | .105   | .147   |
| 2004年 | 16  | 28  | 33  | 487    | .033 | .090   | .158   |
| 2005年 | 18  | 16  | 31  | 467    | .039 | .073   | .139   |
| 2006年 | 10  | 19  | 12  | 413    | .024 | .070   | .099   |
| 2007年 | 12  | 12  | 23  | 455    | .026 | .053   | .103   |
| 2008年 | 4   | 3   | 9   | 312    | .013 | .022   | .051   |
| 2009年 | 4   | 8   | 10  | 228    | .018 | .053   | .096   |
| 2010年 | 7   | 13  | 12  | 371    | .019 | .054   | .086   |
| 2011年 | 3   | 6   | 8   | 308    | .010 | .029   | .055   |
| 2012年 | 3   | 2   | 2   | 68     | .044 | .074   | .103   |
| 中央   | 299 | 361 | 430 | 7842   | .038 | .084   | .139   |
| 地方   | 6   | 13  | 10  | 153    | .039 | .124   | .190   |

- 100勝 - 1998年10月18日福島5R[8]
- 200勝 - 2002年11月10日中山10R

### 主な騎乗馬
- オイワケヒカリ（2001年フローラステークス）
- イングランディーレ（2003年ダイヤモンドステークス・日経賞）
- トウカイポイント（2001年カブトヤマ記念2着）
- アサヒライジング（2006年クイーンカップ2着）
- ムラマサノヨートー（2007年NHKマイルカップ3着）

その他
- ホットシークレット（1999年若草ステークス・ゆりかもめ賞）
- アインブライド
- シルポート
- スマイルジャック
- カンファーベスト